# Belavanur, Davanagere
Belavanur là một làng thuộc tehsil Davanagere, huyện Davanagere, bang Karnataka, Ấn Độ.